# 淡水石首魚
淡水石首魚（学名：Aplodinotus grunniens）又称淡水大黄鱼，為輻鰭魚綱鱸形目鱸亞目石首魚科的其中一種鱼类，分布於美洲，從加拿大哈德遜灣、聖羅倫斯河、五大湖至瓜地馬拉的淡水流域，體長可達95公分，棲息在湖泊、溪流，屬肉食性，以甲殼類、軟體動物、魚類、端腳類等為食，可做為食用魚及遊釣魚。